# 京王稲田堤駅
京王稲田堤駅（けいおういなだづつみえき）は、神奈川県川崎市多摩区菅四丁目にある、京王電鉄相模原線の駅。神奈川県および川崎市最北端の駅であり、京王で初めて神奈川県内に開設された駅である。京王相模原管区所属。駅番号はKO36。

## 歴史
- 1971年（昭和46年）4月1日：開設。快速の停車駅となる。
- 2001年（平成13年）3月27日：急行運行開始、停車駅となる。
- 2013年（平成25年）2月22日：相模原線特急（2代目）運行開始に伴い、停車駅となる（2001年（平成13年）まで走っていた初代特急は通過していた）。
- 2015年（平成27年）9月25日：ダイヤ改正に伴い、準特急運行開始。停車駅となる[1]。

## 駅構造
相対式ホーム2面2線を有する高架駅。
出口は北口・南口の2か所である。北口は階段とエレベーターのみである。南口には各ホームと出口階を連絡するエレベーター（改札 - 1番線間は途中乗換）、中間階を挟む上り専用エスカレーターが各ホームとを連絡している。
各ホームには中央付近に待合室がある。
トイレは南口・北口双方の改札内にあり、いずれもユニバーサルデザインの一環として「だれでもトイレ」を併設している。
北口側は2006年（平成18年）8月に改修され、この時点で前記したエレベーターとトイレが新設された。駅舎内にはQB HOUSEが同年8月4日に開店した。

### のりば
| 番線 | 路線     | 方向 | 行先                        |
| ---- | -------- | ---- | --------------------------- |
| 1    | 相模原線 | 下り | 京王多摩センター・橋本方面  |
| 2    | 相模原線 | 上り | 調布・新宿・ 都営新宿線方面 |

- カーブ途中にあり列車とホームの隙間が広く開いている。

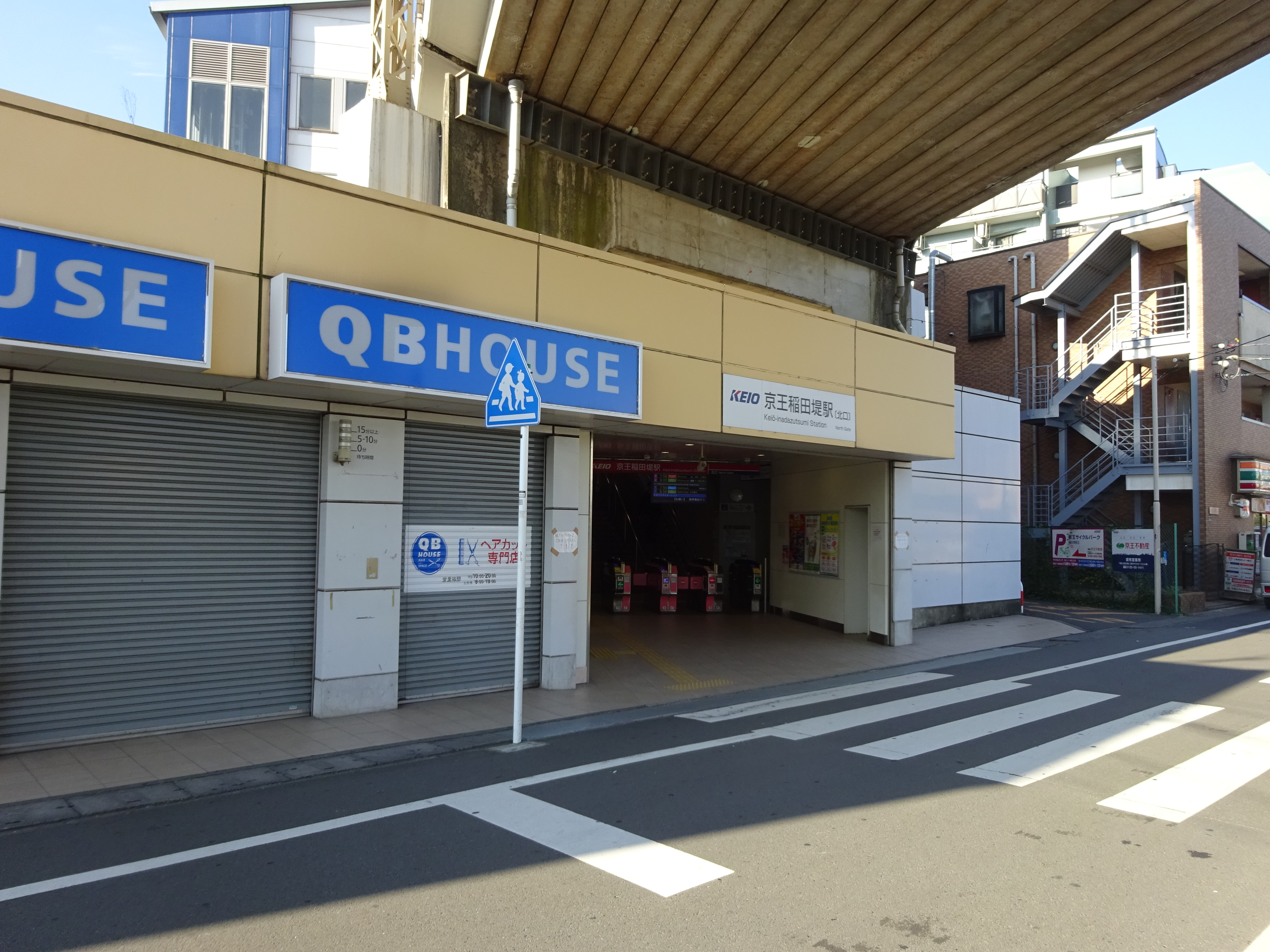
北口（2016年10月）
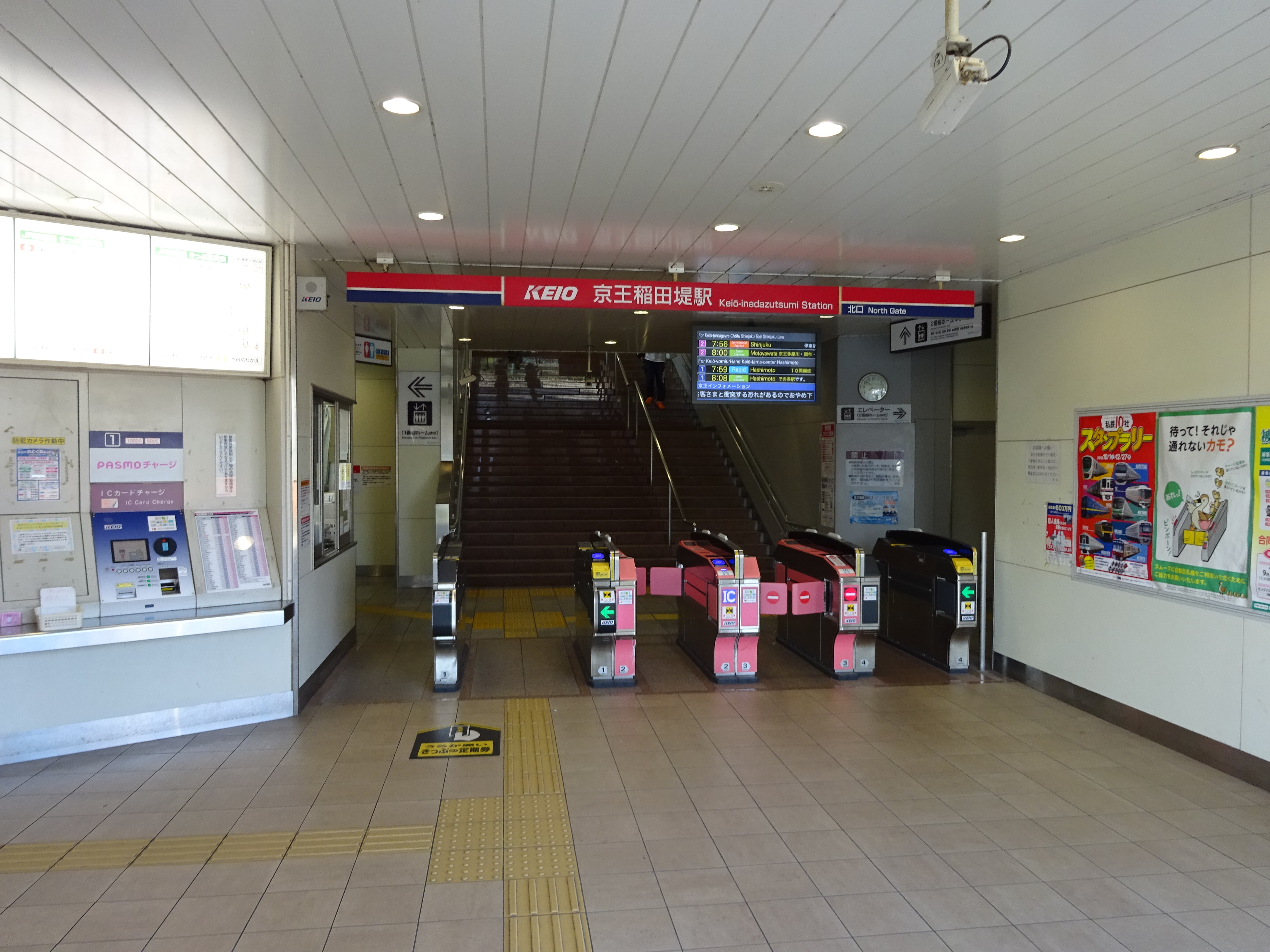
北口改札（2016年10月）
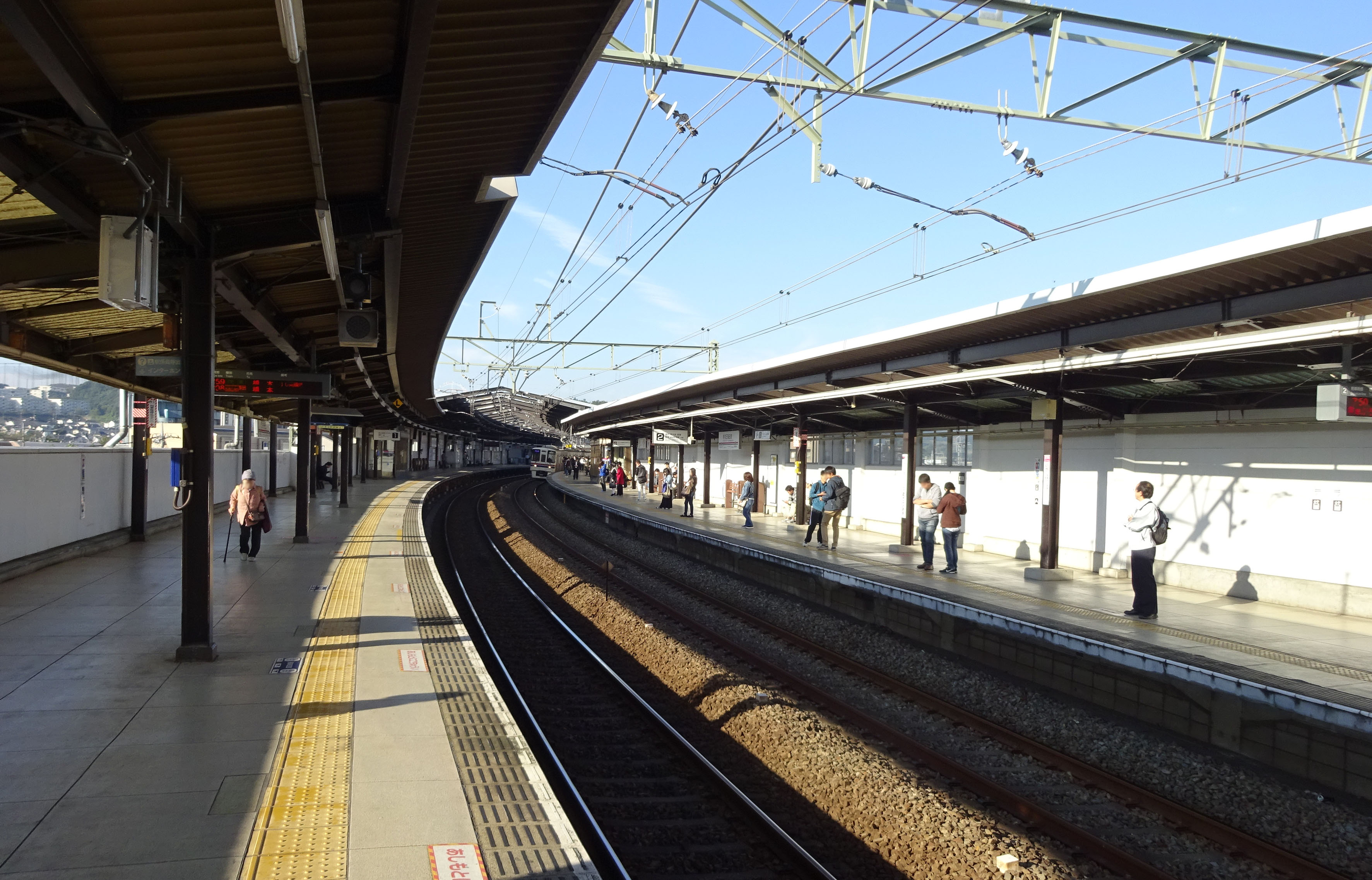
ホーム（2016年10月）

## 利用状況
2024年度（令和6年度）の1日平均乗降人員は50,725人である。
近年の乗降・乗車人員の推移は以下の通り。
| 年度               | 1日平均 乗降人員 | 1日平均 乗車人員 |
| ------------------ | ---------------- | ---------------- |
| 1971年（昭和46年） | 3,957            |                  |
| 1975年（昭和50年） | 8,464            |                  |
| 1980年（昭和55年） | 11,431           |                  |
| 1985年（昭和60年） | 15,082           |                  |
| 1990年（平成02年） | 26,784           |                  |
| 1995年（平成07年） | 33,465           | 16,833           |
| 1996年（平成08年） |                  | 16,924           |
| 1997年（平成09年） |                  | 17,352           |
| 1998年（平成10年） |                  | 17,717           |
| 1999年（平成11年） |                  | 17,990           |
| 2000年（平成12年） | 35,353           | 17,839           |
| 2001年（平成13年） |                  | 18,617           |
| 2002年（平成14年） | 38,323           | 19,425           |
| 2003年（平成15年） | 40,076           | 19,997           |
| 2004年（平成16年） | 40,931           | 20,612           |
| 2005年（平成17年） | 42,591           | 21,167           |
| 2006年（平成18年） | 44,187           | 21,819           |
| 2007年（平成19年） | 45,810           | 22,469           |
| 2008年（平成20年） | 46,447           | 22,828           |
| 2009年（平成21年） | 48,323           | 23,871           |
| 2010年（平成22年） | 47,898           | 23,924           |
| 2011年（平成23年） | 47,957           | 23,641           |
| 2012年（平成24年） | 48,824           | 24,150           |
| 2013年（平成25年） | 50,630           | 24,661           |
| 2014年（平成26年） | 51,356           |                  |
| 2015年（平成27年） | 52,801           | 25,973           |
| 2016年（平成28年） | 54,260           | 26,767           |
| 2017年（平成29年） | 55,181           | 27,238           |
| 2018年（平成30年） | 56,968           | 28,062           |
| 2019年（令和元年） | 57,300           | 28,226           |
| 2020年（令和02年） | 40,891           | 20,235           |
| 2021年（令和03年） | 44,421           | 22,188           |
| 2022年（令和04年） | 47,519           |                  |
| 2023年（令和05年） | 49,559           |                  |
| 2024年（令和06年） | 50,725           |                  |

## 駅周辺

### 北口
至近に美容室やドラッグストア、コンビニエンスストアがある。住宅地で、商店は少ない。駅出口付近には畑も見られる。駅ホーム下にある駐輪場の出入口も近接している。JR稲田堤駅へは踏切を渡らずにアクセスできる。

### 南口
「京王駅前通り」と呼ばれる商店街がJR稲田堤駅に至るまで東西に走っている他、川崎稲田堤郵便局が立地する。
近くを府中街道が走っている。この通りを隔てて小さなロータリーがあり、路線バスや日本テレビ生田スタジオへの送迎バスが発着する城下停留所がある。
- 横浜銀行 稲田堤支店
- 川崎信用金庫 稲田堤支店
- JAセレサ川崎 菅支店
- 稲田堤郵便局
- 京王ストア 稲田堤店[3]

### バス路線
南口最寄に城下（）停留所があり、川崎市バス・小田急バスの以下の路線が発着する。なお、停留所のりば番号は川崎市バスおよび小田急バス公式サイトの表記に基づく。
1番のりば
- 登14：塚戸、生田宿、多摩警察署前経由 向丘遊園駅南口行き（川崎市バス）※ 朝夕のみ
- 登14：塚戸、生田宿、多摩区役所前経由 登戸駅行（川崎市バス）※日中のみ
- 登14：塚戸、生田宿、多摩区役所前、登戸駅経由 向丘遊園駅入口行（川崎市バス） ※日中のみ
- 読04：塚戸経由 生田折返場行（小田急バス）※ 土休日朝のみ

2番のりば
- 登14：西菅団地行（川崎市バス）

3番のりば
- 登14：西菅団地行（川崎市バス）※ 城下折返し便のみ
- 読05：読売ランド前駅経由 生田折返場行（小田急バス）

4番のりば
- 登14：菅四丁目行（川崎市バス）

この他、JR稲田堤駅付近にもバス停留所がある。

## 駅名の由来
稲田堤そのものの由来は稲田堤#由来を参照。「京王」の名が冠されたのは、東日本旅客鉄道（JR東日本）稲田堤駅と少し離れているためとみられる。

## 隣の駅
京王電鉄
 相模原線
■特急・■急行
調布駅 (KO18) - 京王稲田堤駅 (KO36) - 京王永山駅 (KO40)
■区間急行・■快速・■各駅停車
京王多摩川駅 (KO35) - 京王稲田堤駅 (KO36) - 京王よみうりランド駅 (KO37)
- 沿線でのイベントなどの開催時には、通常の隣の停車駅との間にある以下の駅に停車する場合がある。
  - 京王閣競輪場開催時と調布市花火大会開催時には、一部特急・急行が京王多摩川駅に停車する場合がある。
  - ジュエルミネーション開催時には、一部の特急・急行が京王よみうりランド駅に停車する場合がある。